# Myrmoplasta kmenti
Myrmoplasta kmenti – gatunek pluskwiaka z podrzędu różnoskrzydłych i rodziny kowalowatych.
Pluskwiak o ciele długości 6,48 mm u samców i od 7,13 mm do 7,68 mm. Ubarwiony czarno z żółtymi tylnym brzegiem przedplecza i dystalną krawędzią półpokryw. Czułki krótsze niż u M. mira. Spód odwłoka i tylne uda czarne. U samic laterotergity czerwone. Znane wyłącznie formy krótkoskrzydłe. Siódmy segment odwłoka zredukowany, a pygofor bez zdolności do cofania. Siódmy tergit bardziej niż u M. mira w tyle wyniesiony i z nieco podwiniętymi bocznymi krawędziami. Tylna krawędź siódmego tergitu prosta.
Gatunek afrotropikalny, znany tylko z Demokratycznej Republiki Konga.